# Фелипе Калдерон
Фелипе де Хесус Калдерон Инохоса (шп. Felipe de Jesús Calderón Hinojosa; рођен 18. августа 1962) је 56. председник Мексика. Изабран је на изборима 2006. године и ступио на функцију 1. децембра 2006. Мандат му је трајао до 30. новембра 2012.
Његов избор за председника 2. јула 2006. био је контроверзан. Фелипе и његов ривал и кандидат левице Андрес Мануел Лопез Обрадор имали су скоро једнак број гласова, тако да су обојица прогласила победу. Државна изборна комисија је 6. јула 2006. прогласила резултате по којима је Калдерон за 0,58% гласова победио свога противника на изборима. После дуге судске процедуре и делимичне ревизије резултата, избор Фелипе Калдерона је потврђен 5. септембра 2006. Коначна разлика у броју гласова је износила 0,56%, или око 230.000 гласова.
Фелипе је по занимању адвокат, а има и диплому економских наука. Његов отац је један од оснивача Странке националне акције, у којој је Фелипе активан од ране младости. Одани је римокатолик, социјални конзервативац, док је либералан у сфери економије. Залаже се за смањење пореза, слободну трговину и укидање мешања државе у економију.